# Playa Espadilla
Playa Espadilla es una playa ubicada en el Pacífico Central de Costa Rica. Está localizada cerca de la ciudad de Quepos, en el cantón homónimo, provincia de Puntarenas. Tiene una longitud de 3.6 km, y se encuentra dividida en dos secciones por un estuario: Espadilla Norte, una playa abierta de acceso público, y Espadilla Sur, esta última localizada dentro del Parque Nacional Manuel Antonio, uno de los parques más visitados de América Central, tanto por el turismo nacional como internacional.

## Características
Espadilla es una playa de arenas oscuras, caracterizada por una exuberante vegetación de bosque tropical que llega al borde de la playa. Se extiende desde Punta Quepos hasta Punta Catedral, formando un arco, el cual es dividido por la presencia de un estuario que da lugar a las playas norte y sur. La sección de Espadilla Norte es la más larga y recta, y abarca desde Punta Quepos hasta un estuario y una formación rocosa que la separa de Espadilla Sur. Al frente de esta playa, de carácter público, se ubica el poblado de Manuel Antonio. La sección que corresponde a Espadilla Sur es una playa recta, plana, y expuesta al mar abierto, de unos 780 m de longitud, más curva y de mayor pendiente que Espadilla Norte. Se encuentra demarcada por prominentes formaciones rocosas costeras. Inicia en un pequeño estuario que bordea una colina arbolada, cerca del cual se ubica una formación rocosa conocida como Roca Tortuga, y se extiende hasta Punta Catedral, una peña rocosa en forma de diamante, con una base de 700 x 400 m y 72 m de altura, que la separa de Playa Manuel Antonio.
Espadilla Sur se encuentra dentro del área protegida del parque nacional Manuel Antonio. Detrás de la playa se encuentra un pequeño pantano de manglares y una llanura boscosa donde es posible observar gran cantidad de fauna: mapache cangrejero, mono capuchino, mono aullador, mono ardilla, perezoso de dos dedos, perezoso de tres dedos, guatusa, venado cola blanca, pequeños invertebrados, principalmente cangrejos, peces pequeños y colonias de corales. La pesca es abundante: pargo, róbalo, lisa, palometa, etc.
La temperatura es alta (24 a 27 °C), con una época lluviosa bien definida. La zona alrededor del parque posee un importante desarrollo hotelero, restaurantes, bares y variada oferta turística.

## Galería

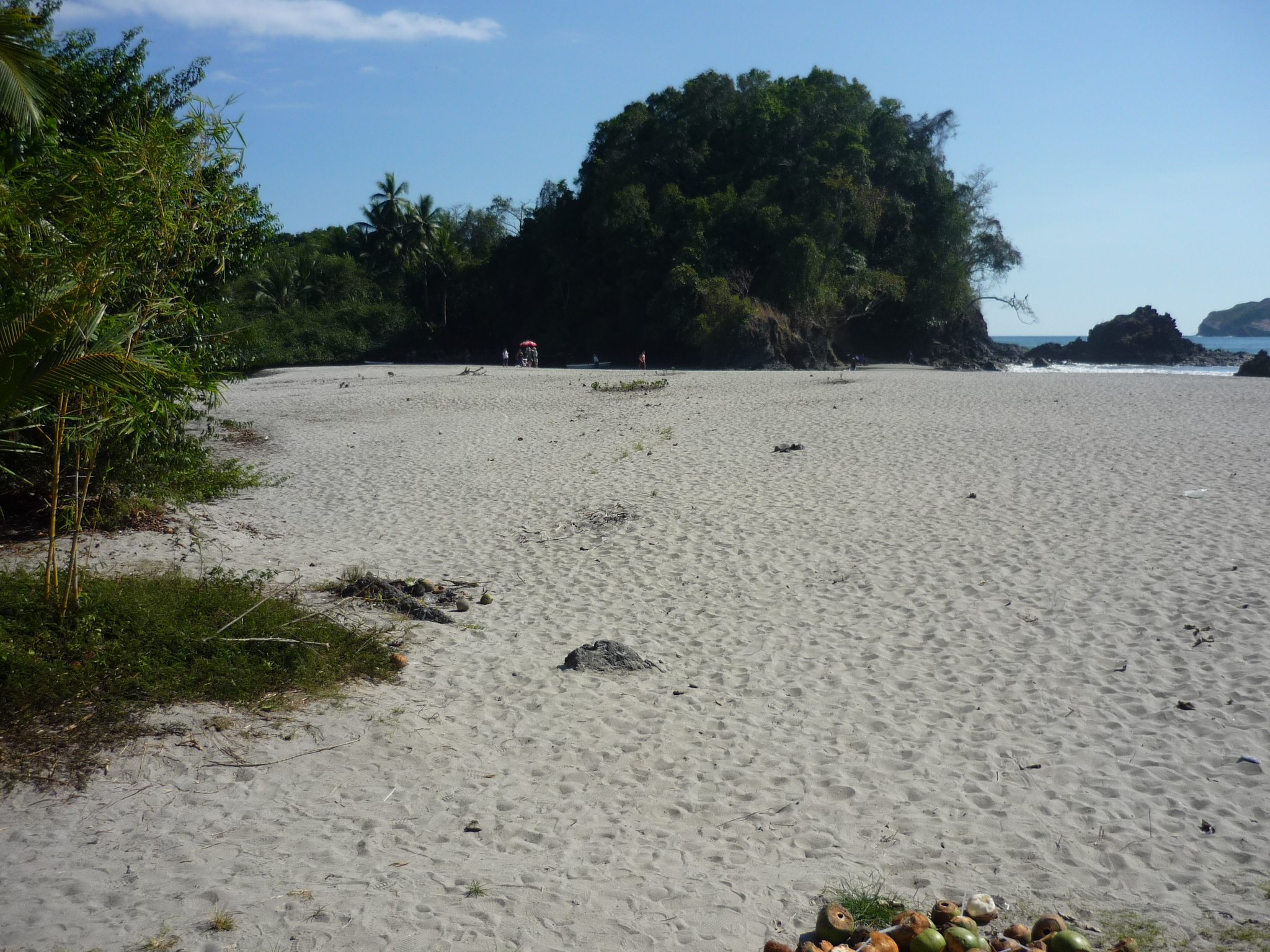
Espadilla Norte.
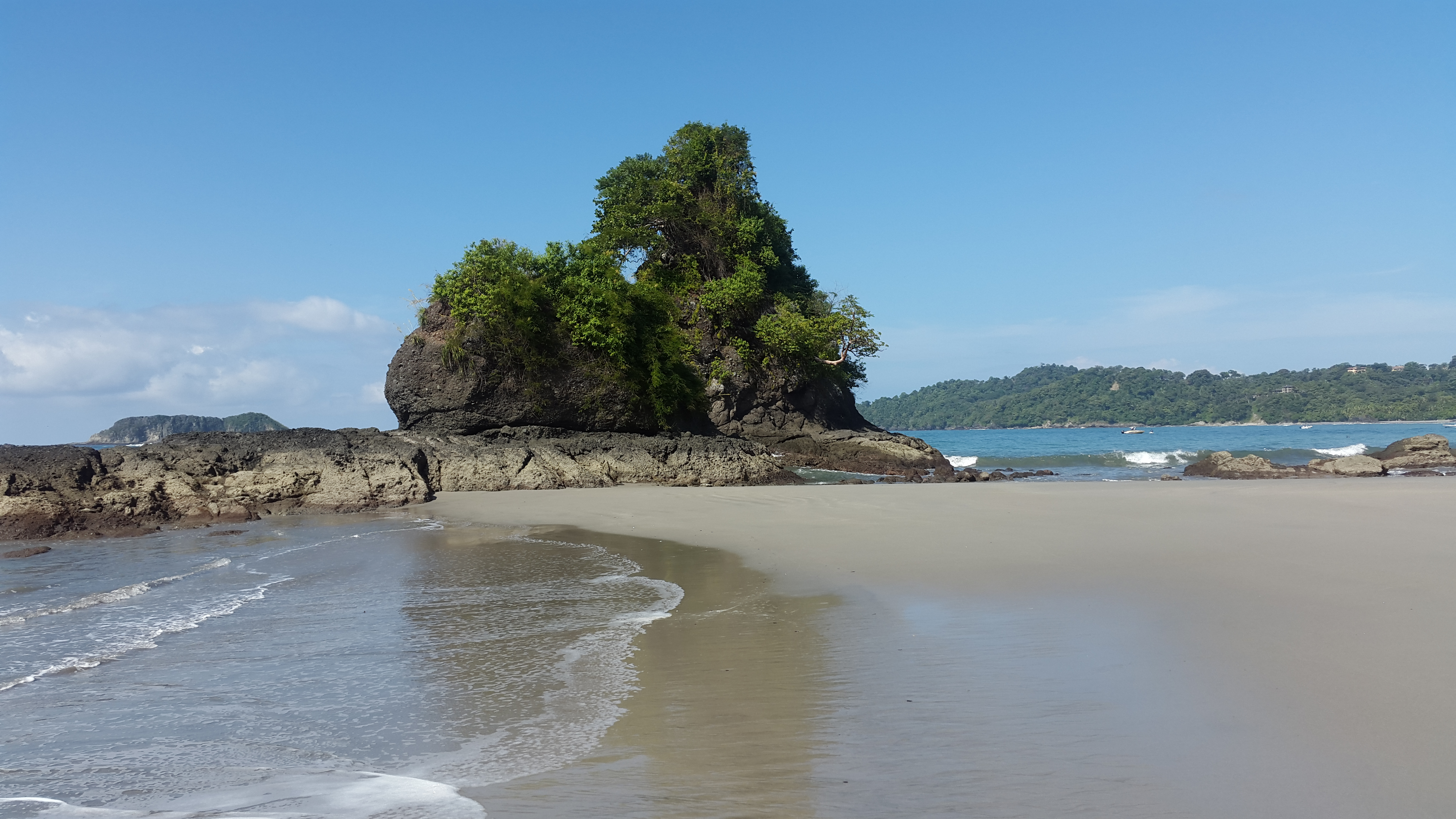
Roca Tortuga.
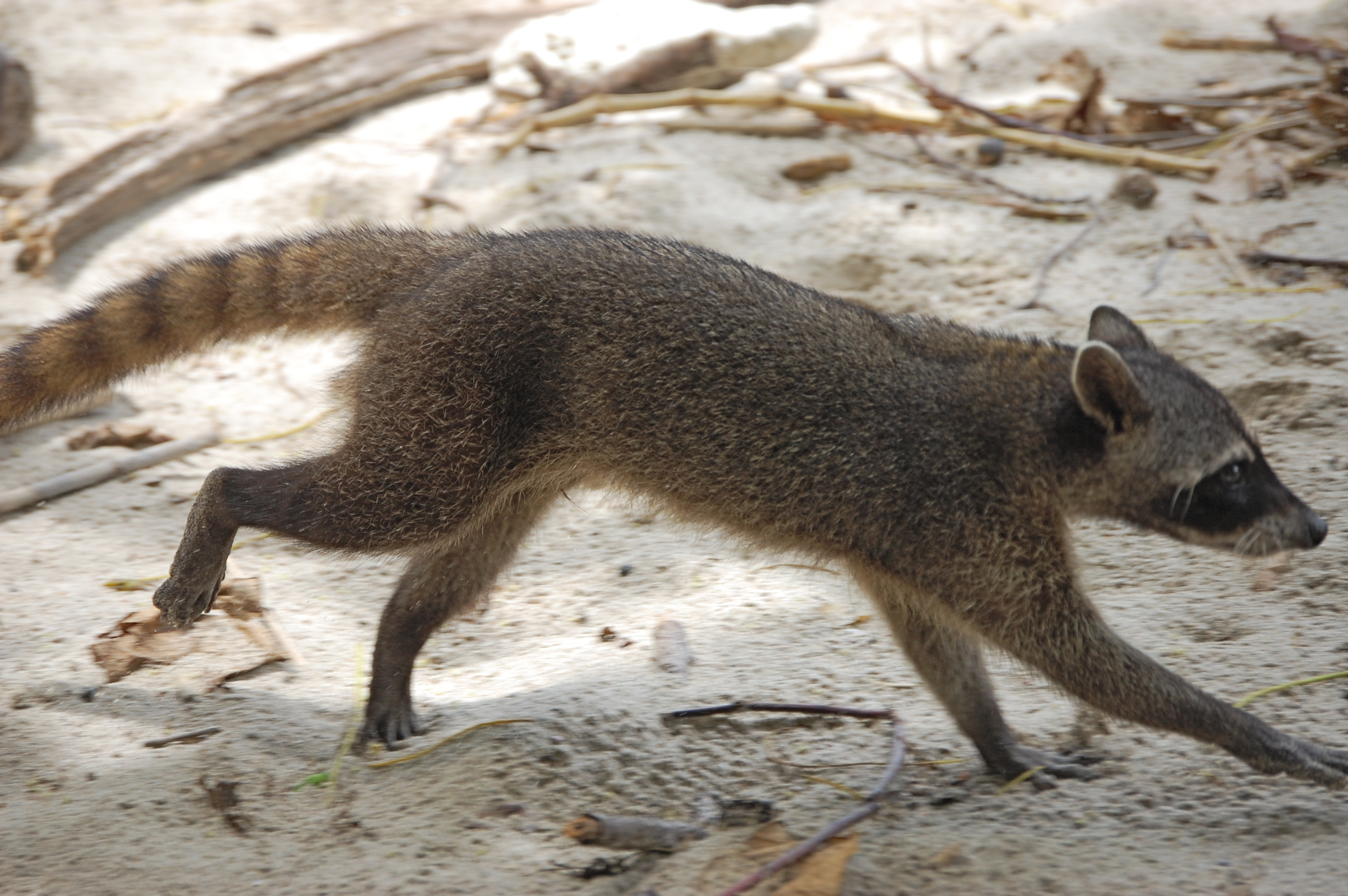
Mapache cangrejero.